# Sassanidotus
Genre
Synonymes
- Sassanidothus Farzanpay, 1987

Sassanidotus est un genre de scorpions de la famille des Buthidae.

## Distribution
Les espèces de ce genre se rencontrent en Iran, en Afghanistan et au Pakistan,.

## Liste des espèces
Selon The Scorpion Files (24/02/2021) :
- Sassanidotus gracilis (Birula, 1900)
- Sassanidotus zarudnyi (Birula, 1900)

## Publication originale
- Farzanpay, 1987 : « Knowing scorpions. » Teheran Central University Publications, no 312, Biology 4, p. 1-231 (fa).